# Distrikt Tamarindo
Der Distrikt Tamarindo liegt in der Provinz Paita der Region Piura in Nordwest-Peru. Der Distrikt wurde am 28. August 1920 gegründet. Er hat eine Fläche von 63,67 km². Beim Zensus 2017 lebten 4923 Einwohner im Distrikt. Im Jahr 1993 betrug die Einwohnerzahl 3988, im Jahr 2007 4402. Verwaltungssitz ist die 17 m hoch gelegene Kleinstadt Tamarindo mit 3380 Einwohnern (Stand 2017). Tamarindo liegt am Nordufer des Río Chira etwa 28 km nordöstlich der Provinzhauptstadt Paita sowie 52 km nordwestlich der Regionshauptstadt Piura.

## Geographische Lage
Der Distrikt Tamarindo liegt im Norden der Provinz Paita. Der Distrikt erstreckt sich über die Küstenwüste von Nordwest-Peru. Der Río Chira verläuft entlang der südlichen Distriktgrenze nach Westen. Die Längsausdehnung in Nord-Süd-Richtung beträgt etwa 11 km, die maximale Breite etwa 7 km. Insbesondere im Süden des Distrikts wird bewässerte Landwirtschaft betrieben. Der Norden ist von Wüstenvegetation gekennzeichnet.
Der Distrikt Tamarindo grenzt im Westen an den Distrikt Amotape, im äußersten Norden an den Distrikt La Brea (Provinz Talara), im Osten an den Distrikt Ignacio Escudero (Provinz Sullana) sowie im Süden an den Distrikt La Huaca.